# Harperia ferruginipes
Harperia ferruginipes är en gräsväxtart som beskrevs av Kathy A. Meney och John S. Pate. Harperia ferruginipes ingår i släktet Harperia och familjen Restionaceae. Inga underarter finns listade i Catalogue of Life.